# Buesaco
Buesaco là một khu tự quản thuộc tỉnh Nariño, Colombia. Thủ phủ của khu tự quản Buesaco đóng tại Buesaco Khu tự quản Buesaco có diện tích 499 ki lô mét vuông. Đến thời điểm ngày 28 tháng 5 năm 2005, khu tự quản Buesaco có dân số 17594 người.